# تعقیب قضایی فدرال دونالد ترامپ
ایالات متحده در برابر دونالد جی ترامپ و همکاران. یک پرونده جنایی فدرال در دست بررسی علیه دونالد ترامپ، چهل و پنجمین رئیس‌جمهور ایالات متحده و والت نائوتا، دستیار شخصی وی است. کیفرخواست هیئت منصفه، با ۳۷ مورد جنایی علیه ترامپ که مربوط به سوء استفاده از اسناد دولتی پس از ریاست جمهوری اش است مورخ ۸ ژوئن ۲۰۲۳، در دادگاه منطقه فدرال میامی، توسط دفتر تحقیقات بازپرس ویژه اسمیت ارائه گشت. سی‌ویک مورد از موارد مربوط به اقدام جاسوسی است. این پرونده اولین کیفرخواست فدرال رئیس‌جمهور سابق ایالات متحده محسوب می‌شود.

## زمینه
بر اساس قانون سوابق ریاست جمهوری، اسناد ریاست جمهوری باید تا پایان دوره ریاست جمهوری به اداره بایگانی و سوابق ملی (NARA) منتقل شود. دوره ریاست جمهوری ترامپ در ژانویه ۲۰۲۱ به پایان رسید. در ماه مه ۲۰۲۱، نارا از اسناد مفقود شده دولت ترامپ آگاه شد و تلاشی را برای بازیابی اسنادی که به‌طور نادرست به اقامتگاه ترامپ در مار-ئه-لاگو و کلوپ گلف ترامپ برده شده بودند، آغاز کرد. بعداً FBI به شواهدی دست یافت که نشان می‌داد ترامپ شخصاً در بردن این اسناد دست داشته‌است.
پس از درخواست‌های مکرر برای بازگرداندن اسناد از تیم ترامپ و هشدار به آنها در مورد ارجاع احتمالی مسئله به وزارت دادگستری، نارا ۱۵ جعبه اسناد را در ژانویه ۲۰۲۲ بازیابی کرد نارا کشف کرد که جعبه‌ها حاوی اطلاعات طبقه‌بندی‌شده است و در نتیجه به تاریخ ۹ فوریه ۲۰۲۲ مسئله را به وزارت دادگستری اطلاع داد. این امر باعث شد که اف‌بی‌آی در ۳۰ مارس ۲۰۲۲ تحقیقاتی را در مورد مدیریت ترامپ در خصوص اسناد دولتی آغاز کند. در ماه مه ۲۰۲۲، هیئت منصفه بزرگ احضاریه ای برای هرگونه اسناد باقی مانده در اختیار ترامپ صادر کرد و ترامپ تأیید کرد که در ۳ ژوئن ۲۰۲۲ تمام اسناد باقیمانده را برمی‌گرداند. اف‌بی‌آی سپس شواهدی به دست آورد که نشان می‌دهد ترامپ احضاریه را انجام نداده و همچنان اسناد اضافی در اختیار دارد و او عمداً اسنادی را منتقل کرده‌است تا پس از صدور احضاریه، آنها را از وکلایش و اف‌بی‌آی مخفی کند.
این مسئله منجر به تحقیقات اف‌بی‌آی در مار-آ-لاگو در ۸ اوت ۲۰۲۲ شد که در پی آن اف‌بی‌آی بیش از ۱۳٬۰۰۰ سند دولتی را که ۳۲۵ مورد از آنها اسناد طبقه‌بندی شده بودند و برخی از آنها نیز مربوط به اسرار دفاع ملی تحت پوشش قانون جاسوسی بودند، کشف کرد.
دعوای مدنی ترامپ علیه ایالات متحده از جستجو ناشی شد که برای مدت کوتاهی منجر به انتصاب یک مسئول ویژه برای بررسی مواد ضبط‌شده پیش از لغو قرار شد.
در نوامبر ۲۰۲۲، تحقیقات FBI توسط یک بازپرس ویژه تحت هدایت جک اسمیت که توسط دادستان کل مریک گارلند منصوب شده بود، انجام شد. دومین پرونده مدنی به تحقیقات اسمیت این امکان را داد تا از ماده قانونی استثنای جرم کلاهبرداری برای نایل آمدن به امتیاز وکیل-موکل برای دسترسی به شواهد خاصی در پرونده استفاده کند.